# Little Osage
Pour les articles homonymes, voir Osage.
Little Osage est une rivière qui coule dans l'État du Kansas et l'État du Missouri aux États-Unis. Elle forme, au confluent avec la rivière Marais des Cygnes, la rivière Osage, dont elles sont les deux principaux affluents.

## Géographie
D'une longueur d'une cinquantaine de kilomètres, son cours contribue au bassin hydrographique du fleuve Mississippi. 
La rivière prend ses sources à la fois dans le Comté d'Andersonet dans le Comté d'Allen. Les ruisseaux convergent dans le Comté de Bourbon pour former la rivière Little Osage.
La rivière entre dans l'État du Missouri dans le Comté de Vernon. La rivière reçoit les eaux de la rivière Marmaton.
Aux limites du comté de Vernon et du Comté de Bates, la rivière rejoint le cours de la rivière Marais des Cygnes.
La rivière doit son nom au peuple amérindien des Osages, membres de la Nation Sioux, qui habitait cette région du Midwest.

## Hydrologie
Son régime hydrologique est dit pluvial océanique.